# Ананьївська Друга сільська рада
Ана́ньївська Дру́га сільська́ ра́да — колишня адміністративно-територіальна одиниця та орган місцевого самоврядування в Ананьївському районі Одеської області. Адміністративний центр — село Ананьїв.

## Загальні відомості
- Територія ради: 65,47 км²
- Населення ради: 2 344 особи (станом на 2001 рік)
- Територією ради протікає річка Тилігул

## Населені пункти
Сільській раді були підпорядковані населені пункти:
- с. Ананьїв

## Населення
Згідно з переписом 1989 року населення сільської ради становило 2762 особи, з яких 1221 чоловік та 1541 жінка.
За переписом населення 2001 року в сільській раді мешкали 2344 особи.

### Мова
Розподіл населення за рідною мовою за даними перепису 2001 року:
| Мова       | Відсоток |
| ---------- | -------- |
| українська | 95,22 %  |
| молдовська | 2,39 %   |
| російська  | 2,3 %    |
| білоруська | 0,04 %   |

## Склад ради
Рада складалася з 16 депутатів та голови.
- Голова ради: Переман Андрій Григорович
- Секретар ради: Лашкова Тетяна Андріївна

### Керівний склад попередніх скликань
| Прізвище, ім'я, по батькові    | Основні відомості                                                                       | Дата обрання | Дата звільнення |
| ------------------------------ | --------------------------------------------------------------------------------------- | ------------ | --------------- |
| Герескул Олександр Миколайович | Сільський голова, 1958 року народження, освіта середня спеціальна, член Народної партії | 26.03.2006   | 31.10.2010      |
| Герескул Олександр Миколайович | Сільський голова, 1958 року народження, освіта середня спеціальна, член Партії регіонів | 31.10.2010   | 17.12.2013      |
| Переман Андрій Григорович      | Сільський голова, 1965 року народження, освіта вища, член Партії регіонів               | 25.05.2014   |                 |

Примітка: таблиця складена за даними сайту Верховної Ради України

### Депутати
За результатами місцевих виборів 2010 року депутатами ради стали:

#### За суб'єктами висування
| Суб'єкт висування | Кількість обраних депутатів | %   |
| ----------------- | --------------------------- | --- |
| Самовисування     | 16                          | 100 |

#### За округами
| № округу | Прізвище, ім'я, по батькові         | Дата визнання обраним | Освіта             | Партійна приналежність | Відомості про обраного депутата                                     |
| -------- | ----------------------------------- | --------------------- | ------------------ | ---------------------- | ------------------------------------------------------------------- |
| 1        | Лозинська Євгенія Дем'янівна        | 14.11.2010            | середня            | позапартійна           | пенсіонер                                                           |
| 2        | Маковеєнко Петро Тимофійович        | 03.11.2010            | середня            | позапартійний          | Ананьївська ЦРЛ, оператор газової котельні                          |
| 3        | Герасютенко Наталя Тимофіївна       | 03.11.2010            | середня            | позапартійна           | Ананьївська Друга сільська рада, спеціаліст                         |
| 4        | Тотомир Тетяна Анатоліївна          | 03.11.2010            | середня спеціальна | позапартійна           | тимчасово не працює                                                 |
| 5        | Калін Олена Сергіївна               | 14.11.2010            | середня спеціальна | позапартійна           | навчально-виховний комплекс «Загальноосвітня школа І-ІІ ст.», кухар |
| 6        | Лашкова Тетяна Андріївна            | 03.11.2010            | середня спеціальна | позапартійна           | Ананьївська Друга сільська рада, секретар                           |
| 7        | Пархоменко Людмила Федорівна        | 03.11.2010            | середня спеціальна | позапартійна           | приватний підприємець                                               |
| 8        | Паладій Валентина Василівна         | 03.11.2010            | середня спеціальна | позапартійна           | Ананьївська Друга сільська рада, головний бухгалтер                 |
| 9        | Поломаренко Володимир Олександрович | 03.11.2010            | середня спеціальна | позапартійний          | тимчасово не працює                                                 |
| 10       | Ракул Іван Миколайович              | 03.11.2010            | середня спеціальна | позапартійний          | тимчасово не працює                                                 |
| 11       | Нікітіна Олена Павлівна             | 03.11.2010            | середня            | позапартійна           | тимчасово не працює                                                 |
| 12       | Баганець Віра Володимирівна         | 03.11.2010            | середня спеціальна | позапартійна           | навчально-виховний комплекс «Загальноосвітня школа № 5», кухар      |
| 13       | Паладій Галина Василівна            | 03.11.2010            | вища               | позапартійна           | Ананьївська Друга сільська рада, землевпорядник                     |
| 14       | Герескул Микола Олександрович       | 03.11.2010            | середня спеціальна | позапартійний          | Ананьївська районна державна лабораторія                            |
| 15       | Дігорян Наталя Дмитрівна            | 03.11.2010            | середня спеціальна | позапартійна           | тимчасово не працює                                                 |
| 16       | Трандасір Ганна Іванівна            | 03.11.2010            | вища               | позапартійна           | тимчасово не працює                                                 |